# Білицька волость (Кобеляцький повіт)
Білицька волость — історична адміністративно-територіальна одиниця Кобеляцького повіту Полтавської губернії з центром у містечку Білики.
Станом на 1885 рік — складалася з 26 поселень, 5 сільських громад. Населення — мешкало 9202 особи (4540 чоловічої статі та 4662 — жіночої), 1154 дворових господарств.
|                     | Площа, десятин | У тому числі орної, десятин |
| ------------------- | -------------- | --------------------------- |
| Сільських громад    | 9231           | 7965                        |
| Приватної власності | 5040           | 3170                        |
| Іншої власності     | 201            | 163                         |
| Загалом             | 14472          | 11298                       |

Основні поселення волості:
- Білики — колишнє державне містечко при річці Ворскла в 12 верстах від повітового міста, 3450 осіб, 426 дворів, 4 православні церкви, єврейський молитовний будинок, школа, лікарня, 7 постоялих будинків, 7 лавок, 2 водяних і 24 вітряних млини, 4 ярмарки на рік. За 12 верст — залізнична станція.
- Дрижене — колишнє державне село при річці Кобелячек, 560 осіб, 70 дворів, православна церква, постоялий будинок, 27 вітряних млинів.
- Кустолівські — колишні державні хутори при річці Ворскла, 1380 осіб, 230 дворів, 2 постоялих будинки, 15 вітряних млинів.

Старшинами волості були:
- 1904 року відставний фельдшер Олексій Микитович Смоляга[2];
- 1913—1915 роках Марко Тимофійович Пацький[3],[4].